# Línea Madrid

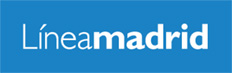
Logotipo de Línea Madrid

Línea Madrid es un servicio multicanal de atención al ciudadano del Ayuntamiento de Madrid, de modo presencial (Oficinas de Atención al Ciudadano), telefónico (010-Línea Madrid) y telemático (www.madrid.es y @lineamadrid).  
En el año 2020, Línea Madrid registró:
- 1.169.963 atenciones en oficinas (Cierre de Oficinas de Atención Presencial del 13 de marzo al 7 de junio por crisis sanitaria COVID-19; la atención posterior se ha hecho mediante cita previa, incluida registro).
- 3.639.917 atenciones telefónicas (Servicio prestado en la modalidad de teletrabajo y en oficina presencial por crisis sanitaria COVID-19).
- 23.008.975 visitas a la web madrid.es
- 1.580.659 citas concertadas a través de todos los canales y en todos los servicios municipales.

Las encuestas de satisfacción de los usuarios del servicio en 2020, dan una nota de 8,33 puntos sobre 10. El Ayuntamiento de Madrid las realiza y publica anualmente, y contemplan los 3 canales de atención: presencial, telefónico y web.
Actualmente los 500 empleos de la plantilla que conforma el teléfono 010 están en peligro por un cambio de adjudicataria que no asegura la continuidad de todos los trabajadores y sus derechos adquiridos. 

## Servicios de Línea Madrid
Línea Madrid presta los siguientes servicios:
1. Información:  sobre el Ayuntamiento, su organización y los servicios que presta  e información sobre la ciudad de Madrid en todos los temas de interés para la ciudadanía; sus equipamientos e instalaciones, actividad cultural y de ocio, etc. 
2. Gestiones: pueden realizarse múltiples gestiones relacionadas, entre otras materias, con:
- Empadronamiento (altas, bajas modificaciones, volantes y certificados).
- Tributos (pago, duplicados de recibos, domiciliaciones).
- Registro de documentos dirigidos al Ayuntamiento o a otras Administraciones Públicas.
- Cita previa con diversos servicios municipales.
- Estacionamiento regulado (altas y renovaciones de autorizaciones).
- Multas.
- Concertación, modificación y anulación de citas con servicios municipales.
- Avisos y peticiones sobre diversas materias (solicitud de cubos, papeleras, contenedores, limpieza de pintadas, reparación de mobiliario urbano, arbolado, calzadas, iluminación urbana, servicio de estacionamiento regulado, bici pública -BiciMAD- y otros).
- Información Urbanística.
- Tarjeta azul de transportes.
- Firma electrónica.
- Clave de usuario y contraseña para acceder a la carpeta ciudadana.
- Tarjeta madridmayor.es.
- Teleasistencia domiciliaria para personas mayores.
- Centros abiertos en inglés.

## Canales de atención
- Teléfono 010

Está disponible en horario ininterrumpido, 24 horas todos los días del año, con posibilidad de ser atendido también en inglés y francés.
Acceso al servicio: 
Marcando 010 desde la ciudad de Madrid o bien (34) 915 298 210. Dispone también de un servicio de mensajería instantánea.
- Oficinas de Atención al Ciudadano (OAC)

Existen 23 Oficinas principales de Atención al Ciudadano de Línea Madrid:
1. Arganzuela
2. Barajas
3. Carabanchel
4. Centro
5. Chamartín
6. Chamberí
7. Ciudad Lineal
8. Fuencarral-El Pardo
9. Hortaleza
10. Latina
11. Moncloa-Aravaca
12. Moratalaz
13. Numancia
14. Puente Vallecas
15. Retiro
16. Salamanca
17. San Blas
18. Sanchinarro
19. Tetuán
20. Usera
21. Vicálvaro
22. Villa de Vallecas
23. Villaverde

Además, Línea Madrid dispone de otras tres Oficinas Auxiliares 
1. Aravaca
2. El Pardo
3. Valverde

Su horario de atención es de 8:30 a 17 horas de lunes a jueves no festivos, y de 8:30 a 14 horas los viernes no festivos y mes de agosto, así como para las oficinas auxiliares. 
Además de en español, atienden al público en inglés, francés y lengua de signos (en todas las oficinas no auxiliares) y en árabe, chino mandarín, rumano en algunos casos.
- Sitio web http://www.madrid.es

El servicio de atención en Internet se presta a través del portal http://www.madrid.es, cuyos contenidos son relativos a servicios municipales y de la ciudad, e incluyen en particular oposiciones y convocatorias, normativa municipal, contratos y licitaciones, tablón de edictos electrónico, y el Boletín Oficial del Ayuntamiento, entre otros.
El portal está dividido en áreas temáticas. La sección ‘El Ayuntamiento’ agrupa la información de carácter institucional. El apartado ‘Trámites’ da acceso a la sede electrónica del Ayuntamiento de Madrid, donde puede consultarse la información sobre trámites a la vez que se posibilita la realización de gestiones en línea o el registro de sus solicitudes a través del registro electrónico.  
Cuenta también con secciones fijas a las que se accede desde todas las páginas, como son: Madrid al minuto, Callejero, Tráfico, EMT, Contactar, Mapa del Web, Ayuda y Accesibilidad.
- Canal de atención en Twitter @lineamadrid

Proporciona información general y permite comunicar avisos y peticiones sobre incidencias en la ciudad.
- Aplicación móvil "Avisos Madrid"

Disponible para plataformas Android e iOS, permite comunicar avisos y peticiones sobre incidencias en la ciudad.

## Responsable
La competencia sobre la gestión de Línea Madrid recae en la Dirección General de Transparencia y Atención a la Ciudadanía del Ayuntamiento de Madrid.

## Historia de Línea Madrid
El Ayuntamiento había creado en 1992 el teléfono “único” de información y atención al ciudadano 010, que ya desde su lanzamiento proporcionaba a los ciudadanos información no sólo sobre las competencias municipales (por ejemplo, instalaciones municipales, trámites y gestiones del Ayuntamiento, etc...) sino sobre la ciudad en sentido amplio (museos públicos y privados, gestiones en otras Administraciones Públicas, etc.). La oferta inicial de servicios del teléfono 010 incluía también facilitar el acceso a trámites como la domiciliación de tributos locales o envío de recibos por correo, y otros relacionados con el padrón municipal de habitantes, así como la atención en inglés y francés. Toda la información proporcionada en el teléfono 010 se contenía en una base de datos única de información sobre la ciudad, que había sido elaborada antes del lanzamiento del servicio, se mantenía  actualizada por personal municipal y que los agentes consultaban a la hora de proporcionar respuestas a los ciudadanos.

El sitio web municipal, entonces denominado www.munimadrid.es, se lanzó en 1.996, apoyándose igualmente en la base de datos de atención al ciudadano que ya utilizaba el servicio 010. Adicionalmente, fue incluyendo gestiones en principio sencillas (basadas en general en la descarga de formularios, contacto mediante correo postal con los ciudadanos) para incorporar a partir del año 2000 trámites en línea relacionados con los tributos locales y el padrón municipal de habitantes, y a partir de 2001 el pago interactivo de tributos.

Línea Madrid surge de un grupo de trabajo constituido en 1.997 para definir un modelo integrado de atención al ciudadano multicanal que aglutinase la atención telefónica (a través del teléfono 010), telemática (mediante el sitio web municipal, entonces www.munimadrid.es) y presencial (en el marco de las Juntas Municipales de Distrito). El grupo de trabajo analizó modelos de atención en otros ayuntamientos y estableció las premisas de la multifuncionalidad y la polivalencia de los agentes. Desde el principio se planteó como fundamental la cuestión de la accesibilidad, concibiéndose las futuras oficinas integradas de Atención al Ciudadano con un diseño accesible y multiservicio. Asimismo, se promovió la creación de la marca “Línea Madrid” como marca identificativa de los servicios de Atención al Ciudadano dentro del Ayuntamiento.

La constitución formal del proyecto Línea Madrid tiene lugar en mayo de 1.999, abriéndose al año siguiente las dos primeras Oficinas de Atención al Ciudadano (OAC) en los distritos de Salamanca y Usera. En los años posteriores se agilizó la apertura de nuevas oficinas de atención al ciudadano, al tiempo que, en el año 2005, se aprueba el Decreto del Alcalde de 17 de enero de ese año que regula la Atención al Ciudadano en el Ayuntamiento de Madrid, fundamento normativo del proyecto. 
En este periodo se extiende el horario de atención telefónica a las 24 horas todos los días del año, y el de atención presencial en las oficinas de Línea Madrid, que se dotan de traductores de inglés, francés y lengua de signos – en todos los casos – y de árabe, chino mandarín y rumano en aquellos Distritos con población significativa que utiliza tales idiomas.

El canal telemático, entonces www.munimadrid.es, experimentó en 2007 un cambio completo en el que se tuvo en cuenta de forma especial la cuestión de la “accesibilidad” para todos, incluidas especialmente las personas con discapacidad, siendo este hecho reconocido a través de distintos premios y reconocimientos nacionales e internacionales.

En 2008 Línea Madrid lanza el servicio de cita previa para la realización de los trámites de mayor duración (inscripciones en el padrón municipal de habitantes, obtención del distintivo del Servicio de Estacionamiento Regulado –SER-, información urbanística y otros), lo que supone una reducción importante de colas y tiempos de espera en las oficinas de atención al ciudadano de Línea Madrid y en otras dependencias municipales de atención al público. También en 2008, por primera vez, se aborda de modo unificado e integrado la realización de estudios de satisfacción de todos los canales y servicios de Línea Madrid, aplicando como metodología única el modelo SERVQUAL (expectativas vs. satisfacción).

La oferta de servicios de Línea Madrid a los ciudadanos se va incrementando con la incorporación de la información personalizada sobre deudas tributarias, el pago de tributos mediante tarjeta de crédito en el teléfono 010 o en las Oficinas de Atención al Ciudadano, la solicitud del abono transportes denominado “tarjeta azul” y muchos otros. 

Línea Madrid cuenta con cartas de servicio para cada uno de los 3 canales, así como para las gestiones de registro y cita previa, en las que se plasma un catálogo de servicios y una serie de compromisos de calidad en su prestación, cuyos indicadores se revisan anualmente para implantar acciones de mejora, y es titular del Certificado de Excelencia Europea EFQM 500+ desde el año 2012.

## Reconocimientos y premios
- Línea Madrid (2012) Certificado de Excelencia Europea 500 + (EFQM)
- Certificado AENOR Sitio Web accesible (2011-12-7)
- Madrid.es: Premio TAW 2007 a la web pública más accesible
- Premio PRODÍS 2011 a la accesibilidad de las Oficinas de Atención al Ciudadano de Línea Madrid.
- Premio “Platinum Contact Center 2012” al mejor servicio de asistencia al ciudadano.
- Premio "Citizen Focus Award" 2012 otorgado por Oracle.
- Premio “Platinum Contact Center” 2013 a la solución más funcional para la atención al ciudadano.
- Premio de Innovación del Sector Público 2014 de la revista Computing al proyecto de "Registro sin papeles".